# Artur Wejkszner
Artur Wejkszner (ur. 1971) – polski politolog, dr hab. na Wydziale Nauk Politycznych i Dziennikarstwa Uniwersytetu im. Adama Mickiewicza, w Zakładzie Studiów Strategicznych oraz adiunkt Instytutu Naukowo-Badawczego im. Zygmunta Wojciechowskiego w Poznaniu.

## Życiorys
Absolwent Instytutu Nauk Politycznych i Dziennikarstwa na Wydziale Nauk Społecznych UAM w Poznaniu, gdzie uzyskał stopień doktora naukowego za pracę „Wolność w polskiej myśli politycznej”, której promotorem był prof. Jacek Sobczak. Za pozycję „Ewolucja terroryzmu motywowanego ideologią religijną na przykładzie salafickiego ruchu globalnego dżihadu” uzyskał stopień doktora habilitowanego w zakresie nauk o polityce. 
Jest członkiem poznańskiego oddziału Polskiego Towarzystwa Studiów Międzynarodowych.
Aktualnie wykłada międzynarodowe stosunki polityczne oraz przedmioty związane z tematyką organizacji międzynarodowych.